# يوليوس سي. هابل
يوليوس سي. هابل هو سياسي أمريكي، ولد في 4 يونيو 1863 في تشازي في الولايات المتحدة، وتوفي في 17 أكتوبر 1949 في إلينسبورغ في الولايات المتحدة. نشط حزبياً في الحزب الجمهوري. وقد انتخب عضو مجلس نواب واشنطن ‏.